# Antología (álbum de Fito Páez)
Antología es el primer disco recopilatorio que editó la empresa discográfica WEA sobre la obra musical que Fito Páez había grabado hasta ese entonces con esa compañía. Se presentó al mercado en un disco doble que se editó en el año 2002, mientras el cantante se tomó ese receso que durara tres años sin editar nuevas placas entre los años 2000 y 2003. 

## Lista de canciones – álbum I
1. Tercer Mundo - 4:48
2. Fue Amor - 4:17
3. Carabelas Nada - 4:35
4. Y Dale Alegría a Mi Corazón - 5:15
5. El Amor Después del Amor - 5:10
6. Dos Días en la Vida - 3:33
7. La Rueda Mágica - 3:54
8. A Rodar Mi Vida - 4:42
9. Circo Beat - 5:44
10. Mariposa Teknicolor - 3:43
11. 11 y 6 - 4:25
12. El Diablo de Tu Corazón - 4:51
13. Ciudad de Pobres Corazones - 6:34
14. Llueve Sobre Mojado - 5:29
15. Es Sólo Una Cuestión de Actitud - 4:50

## Lista de canciones – álbum II
1. El Chico de la Tapa - 2:49
2. Un Vestido y Un Amor - 3:16
3. Yo Te Amé en Nicaragua - 5:02
4. Los Buenos Tiempos - 3:08
5. Sasha, Sissí y el Círculo de Baba - 4:33
6. Tumbas de la Gloria - 4:34
7. Brillante Sobre el Mic - 4:10
8. Tema de Piluso - 4:11
9. Dos en la Ciudad - 5:42
10. Lo Que el Viento Nunca Se Llevó - 4:18
11. Dar es Dar - 3:08
12. Del 63 - 3:20
13. Delirium Tremens - 5:00
14. Al Lado del Camino - 5:28
15. Giros - 3:52